# Azusa Pacific University
Die Azusa Pacific University (APU) ist eine Privatuniversität in Azusa, Kalifornien, USA.
Die Hochschule ist unter evangelikaler Leitung und hat sich dem interreligiösen Dialog verschrieben. Sie ist eine der größten der Hochschulen des Council for Christian Colleges and Universities.
Im Herbst 2016 waren es 10.020 Studierende gewesen. Paul W. Ferguson war ab 2019 Präsident.

## Bekannte Absolventen
- John C. Maxwell (* 1947), reformierter Geistlicher, Bestsellerautor und Redner zu Führungsfragen
- John Wimber (1934–1997), Musiker, Pastor einer Quäkergemeinde, Professor am Fuller Theological Seminary und Gründer der Vineyard-Gemeindebewegung